# And Joy
株式会社And Joy（エンジョイ、英: And Joy Co., Ltd.） は、東京都新宿区に本社を置くゲームソフトメーカー。

## 概要
元気の携帯電話アプリ、携帯型ゲーム機向けゲーム開発子会社として2005年（平成17年）に設立された。2006年（平成18年）には親会社の元気と共にダイコク電機の子会社となったが、2012年（平成24年）にグループを離脱。2013年（平成25年）6月には元気モバイル株式会社より商号を変更した。
携帯電話向けゲームは、NTTドコモ（iアプリ）、ソフトバンク（S!アプリ）、au(KDDI)（EZアプリ (Java)、EZアプリ (BREW)）、ウィルコムの4キャリア向けに提供している。

## 主な運営サイト
【NTTドコモ向け】
- 毎日デコメ\100
- 直感☆￥100ゲーム
- スーパーゲームランチDX(剣豪)
- 定番スポーツ大集合
- 首都高バトル3D(首都高バトル)
- 高尾TAKAO
- 豊丸魂モバイル

【ソフトバンク向け】
- 元気ゲームランチBOX
- 定番スポーツ☆大集合
- 首都高バトル3D(首都高バトル)
- IQテスト＆頭脳テスト
- 剣豪
- 高尾★TAKAO
- 豊丸魂★モバイル

【au(KDDI)向け】
- 体感ゲーム★スポーツ
- 元気スーパーゲームランチ
- 定番スポーツ★大集合
- 首都高バトル3D(首都高バトル)
- IQテスト＆総合診断
- 剣豪
- 豊丸魂★モバイル

【ウィルコム向け】
- スーパーゲームランチ